# とりうみ祥子
とりうみ 詳子（とりうみ しょうこ）は、日本の漫画家。

## 来歴
1983年、『ショートカット』（別冊マーガレット5月号）でデビュー。代表作に『サクラ咲く』『おいでませ鶴亀堂』がある。挿絵に『すてきなあいつは恋泥棒』『途方に暮れたカンガルー』他。

## 漫画単行本
- サクラ咲く（講談社、モーニングKC、1987年）
- おいでませ鶴亀堂（講談社、モーニングKC、1988年）
- 真冬のBGM（集英社、マーガレットコミックス、1990年）
- ルナティックLOVERS（アスキー、アスキーコミックス、1992年）
- ジャンキィ・ジャンクション（竹書房、バンブーコミックス、1993年）
- 極東輪舞乱舞（双葉社、アクションコミックス、1994年）

## 挿絵
- すてきな夜は探偵少女―ヨコハマ探偵物語（那須田淳著、ポプラ文庫、1988年）
- すてきなあいつは恋泥棒―ヨコハマ探偵物語（那須田淳著、ポプラ文庫、1989年）
- 途方に暮れたカンガルー（小室みつ子著、角川文庫、1988年）